# Thứ mạt
Thứ mạt hay chùm khét, chùm lé, gai me, gai ma (danh pháp hai phần: Azima sarmentosa) là một loài thực vật thuộc họ Salvadoraceae (họ Thứ mạt). Loài này có ở Campuchia, Malaysia, Myanmar, Philippines, và Việt Nam.
Tại Việt Nam, cây thứ mạt phân bố ở các tỉnh từ Ninh Thuận đến Bạc Liêu.

## Miêu tả
Thứ mạt là một loài cây bụi hoặc gỗ nhỏ mọc ven biển, gai rất nhọn, quả ăn được. Lá có thể chữa mụn nhọt, rễ chữa phong thấp. Đã được đưa vào sách đỏ Việt Nam, đây là loài duy nhất của họ Thứ mạt có mặt ở Việt Nam.